# Requiem (Duruflé)
Das Requiem op. 9 von Maurice Duruflé ist eine Vertonung der lateinischen Totenmesse für Mezzosopran- und Bariton-Soli, gemischten Chor, Orchester und Orgel. Das Werk entstand ab 1941 als Auftragsarbeit für das französische Vichy-Regime. Erst nach Kriegsende fertiggestellt, wurde es an Allerheiligen 1947 erstmals aufgeführt und erschien bei Durand & Cie. 1948 folgte eine Fassung für Mezzosopran, Chor und Orgel, 1961 eine Fassung für Kammerorchester (Streicher, Trompeten, Harfe, Pauken).

## Aufbau
1. Introїt
2. Kyrie
3. Domine Jesu Christe (Offertorium)
4. Sanctus – Hosanna – Benedictus
5. Pie Jesu (Mezzosopran)
6. Agnus Dei
7. Lux aeterna
8. Libera me
9. In paradisum

## Werkbeschreibung
Das Requiem von Duruflé ist in mehrfacher Hinsicht dem Vorbild des etwa 60 Jahre früher entstandenen Requiems von Gabriel Fauré verpflichtet. Wie dieser schlägt Duruflé in seiner Komposition vorwiegend einen tröstend-kontemplativen Grundton an. Auch der Aufbau der beiden Werke ähnelt sich sehr stark: aus der Dies-Irae-Sequenz wurde nur der Schluss Pie Jesu vertont. Dafür wurden Libera me und der Hymnus In paradisum aus den Exequien in das Werk aufgenommen.
Die Musik ist durchzogen von Elementen des Gregorianischen Gesangs. Duruflé schrieb dazu: „Das ... Requiem basiert gänzlich auf Themen der gregorianischen Totenmesse. Manchmal habe ich den exakten Notentext übernommen, wobei die Orchesterpartie nur unterstützt oder kommentiert, an anderen Stellen diente er mir lediglich als Anregung... Im allgemeinen war ich bestrebt, meine Komposition ganz und gar von dem besonderen Stil der gregorianischen Themen durchdringen zu lassen.“
Eigentlicher Gregorianischer Choral – unbegleiteter einstimmiger Gesang in freiem Metrum – kommt allerdings nicht vor, es gibt immer eine selbständige Musik des Orchesters bzw. der Orgel, die den Gesang grundiert oder kontrastiert. Lange Textabschnitte werden gregorianisch einstimmig gesungen. Die Melodien sind metrisch notiert mit häufigem Taktwechsel. Meist singen die Männerstimmen, der Alt wird eingesetzt, wenn es um eine flehende Bitte geht (z. B. Domine Jesu Christe, Agnus Dei) und der Sopran, wenn Überirdisches angesprochen wird (z. B. Te decet hymnus in Sion im Introitus, In paradisum). Einstimmiger Gesang in zwei Stimmlagen wirkt wie ein anderes Orgelregister: die beiden hohen Stimmen, die beiden tiefen Stimmen oder Alt und Tenor zum Abschluss des Libera me. Besonderes Gewicht erhalten Texte, die Unisono von allen Stimmen gesungen werden, wie Libera eas de ore leonis (in Domine Jesu Christe), Dies illa und Libera me, Domine, de morte aeterna.
Die innige Bitte Pie Jesu, wie bei Fauré gesungen von einer individuellen Frauenstimme, steht im Zentrum der Komposition. Ursprünglich war auch ein Solo-Bariton vorgesehen, wie im Deutschen Requiem von Brahms, doch Duruflé äußerte später, dass er einstimmigen Gesang des Chores für diese Passagen bevorzugte.
Das Requiem ist überwiegend ruhig und introvertiert, alle Sätze enden mit einem Übergang ins Unhörbare. Auf diesem Hintergrund erscheinen die Höhepunkte in Dynamik und Tonlage umso einschneidender. Der Anruf Kyrie, der zuerst fugiert erfolgt (über einem Bass, der die gregorianische Melodie in Vergrößerung spielt), erklingt beim zweiten Mal mit eruptiver Dringlichkeit. Im Osanna wird ein Glockengeläut aufgebaut, das bei in excelsis einen langgehaltenen strahlenden Akkord erreicht. Im Libera me führt Calamitatis et miseriae alle Stimmen in extreme Höhe.
Das Werk verklingt in einem siebenstimmigen schwebenden Akkord, „très long“.

## Trivia
Das Kyrie und das Agnus Dei wurden für die Liturgie der Totenmesse für Helmut Kohl am 1. Juli 2017 im Dom zu Speyer ausgewählt.